# Annawerk

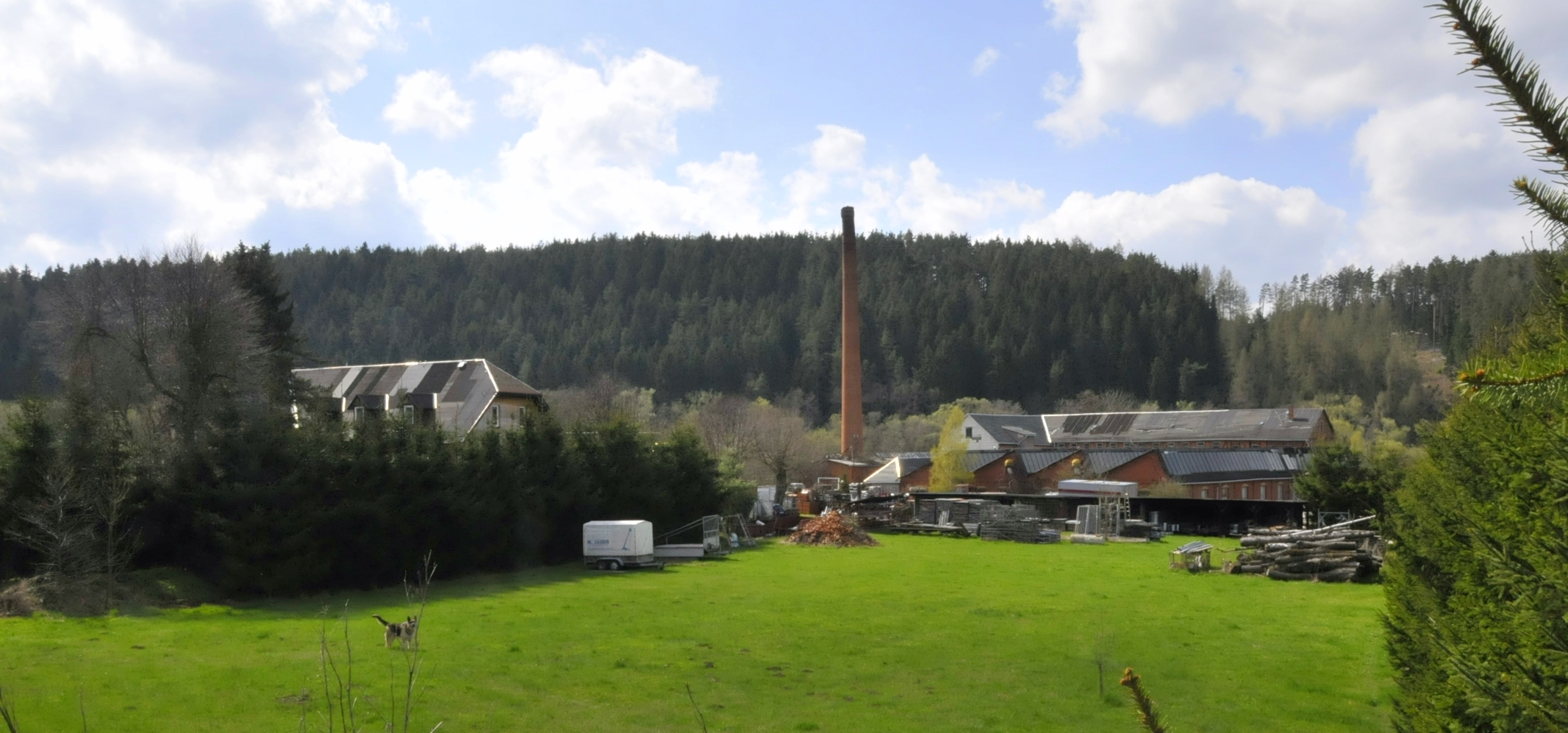
Annawerk

Annawerk ist eine Ansiedlung in der Stadt Ilmenau im Ilm-Kreis in Thüringen.

## Lage
1,5 Kilometer südlich von Gräfinau-Angstedt liegt Annawerk bei etwa 410 Meter über NN neben der Einmündung der Wohlrose in die Ilm. Erreichbar ist Annawerk über die Kreisstraße 53 zwischen Gehren und Gräfinau-Angstedt. Ein ehemaliger Mühlkanal an der Wohlrose speiste einst die Pulvermühle und später die Relaisfabrik Annawerk mit Wasserenergie. Er liegt heute (2020) trocken. Zum Annawerk gehören außerdem weitere Häuser und Höfe.

## Geschichte
Das Annawerk, eine Relaisfabrik, wurde 1990 stillgelegt.